# Anschlag auf die Mar-Elias-Kirche in Damaskus
Der Anschlag auf die Mar-Elias-Kirche in Damaskus am 22. Juni 2025 war der erste große Terroranschlag seit dem Ende des Syrischen Bürgerkriegs, der sich gegen die christliche Minderheit in Syrien richtete. Der Täter war nach staatlichen Angaben ein Mitglied des IS. Am 24. Juni übernahm die sunnitische Extremistengruppe Saraya Ansar al-Sunna Verantwortung für den Anschlag.

## Tatort
Die 1990 erbaute Mar-Elias-Kirche (arabisch كنيسة مار الياس, ⊙) gehört zu einem Klosterkomplex, der auch eine Schule und Gästezimmer für Pilger und Studenten umfasst. Sie befindet sich im Stadtteil Tabbalah (الطبالة) nahe dem von vielen Christen bewohnten Stadtteil al-Duwaila. Während des Bürgerkriegs war al-Duwaila häufig Ziel von Anschlägen.
Die Mar-Elias-Kirche untersteht dem griechisch-orthodoxen Patriarchat von Antiochien und wird (2025) von dem Archimandriten George Jilo geleitet.
Kirchenpatron ist der biblische Prophet Elija.

## Ablauf
Am Sonntagabend, dem 22. Juni 2025, fand in der Mar-Elias-Kirche ein Gottesdienst anlässlich des Festtags aller antiochenischen Heiligen statt. Dazu hatten sich nach unterschiedlichen Augenzeugenberichten 150 bis 350 Christen in der Kirche versammelt.
Der Täter betrat um 18:40 Uhr die Kirche und schoss um sich. Anschließend zündete er einen Sprengstoffgürtel, den er trug. Der Anschlag wurde im Eingangsbereich verübt; deshalb waren unter den Opfern sowohl Menschen im Kirchenraum als auch Menschen in unmittelbarer Nähe der Kirche. Eine anonyme Quelle aus syrischen Sicherheitskreisen erklärte gegenüber der Nachrichtenagentur Reuters, dass außer dem Selbstmordattentäter ein zweiter Mann an dem Anschlag beteiligt gewesen sei. Die Nachrichtenagentur AP zitierte einen Augenzeugen, dem zufolge der Attentäter von zwei Personen auf dem Weg zur Kirche begleitet worden sei; die beiden Begleiter seien vor dem Anschlag geflüchtet.
Nach ersten Angaben des syrischen Gesundheitsministeriums wurden mindestens 22 Menschen getötet und 63 weitere verwundet. Lokalen Medien zufolge waren unter den Toten mehrere Kinder, jedoch waren den Fotos auf den Traueranzeigen zufolge letztendlich die Toten Erwachsene. Am 23. Juni wurde die Zahl der Todesopfer vom Gesundheitsministerium auf 25 korrigiert.
Der Kirchenraum wurde durch die Explosion, deren Krater sich im Eingangsbereich befindet, verwüstet. Sanitäter und Zivilschutzteams trafen ein. Das al-Mudschtahid-Hospital nahm Schwerstverletzte des Terroranschlags auf. Dieses wichtigste Krankenhaus von Damaskus ist aufgrund der langjährigen Wirtschaftskrise nur unzureichend mit lebenswichtigen medizinischen Geräten ausgestattet. Vier Opfer starben im al-Mudschtahid-Hospital; elf werden weiter dort behandelt. Die übrigen Verwundeten wurden auf andere Krankenhäuser verteilt.
Die sterblichen Überreste der bei der Explosion getöteten Menschen wurden vom Tatort zur Identifikation ins al-Mudschtahid-Hospital gebracht.

## Reaktionen

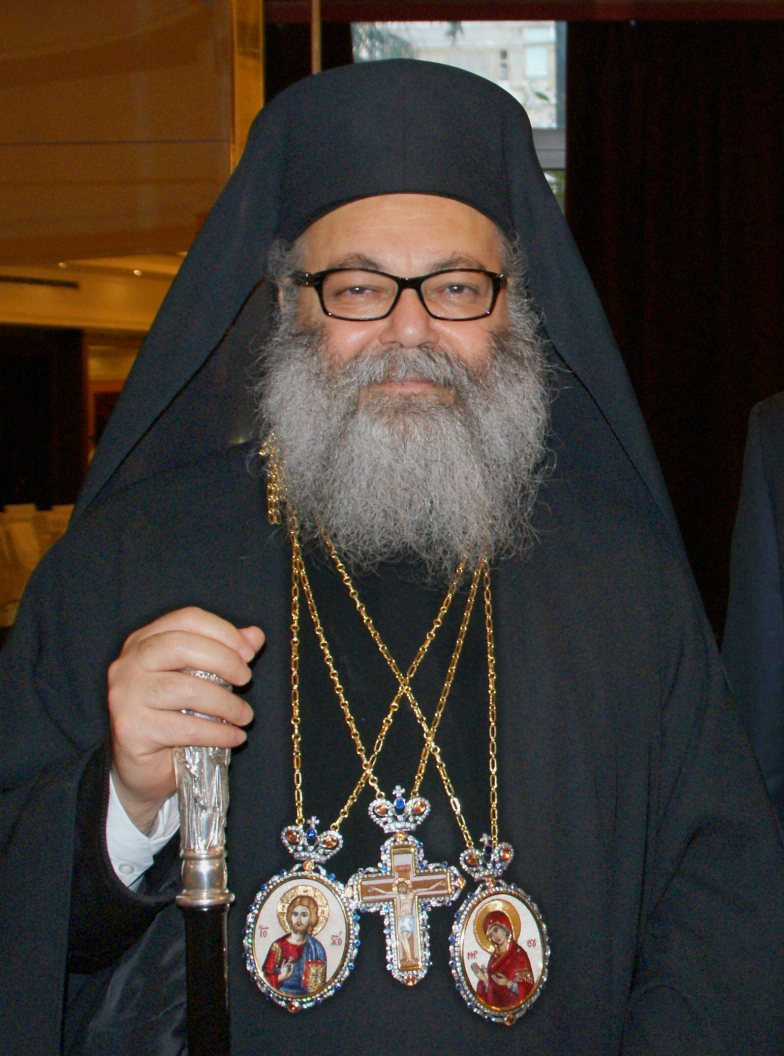
Patriarch Johannes X. von Antiochien

Das griechisch-orthodoxe Patriarchat von Antiochien verurteilte den Terroranschlag aufs Schärfste. Es forderte die Übergangsregierung auf, „volle Verantwortung für das Geschehene zu übernehmen, ebenso auch für das, was weiterhin an Verletzung der Heiligkeit von Kirchen geschieht, und den Schutz aller Bürger sicherzustellen.“
Einer offiziellen Erklärung des syrischen Außenministeriums zufolge handle es sich um einen „kriminellen Akt, der sich gegen Mitglieder der christlichen Gemeinschaft richte, als einen verzweifelten Versuch, das nationale Zusammenleben zu untergraben und das Land zu destabilisieren;“ verantwortlich sei der IS. Sozialministerin Hind Kabawat, das einzige christliche Mitglied der Übergangsregierung, traf am Sonntagabend mit Klerikern in der Mar-Elias-Kirche zusammen und sprach ihr Beileid aus.
Der Terroranschlag wurde von zahlreichen Staaten der Region und weltweit verurteilt. Beispielsweise erklärte der deutsche Außenminister Johann Wadephul am Rande eines EU-Außenminister-Treffens in Brüssel: „So etwas darf nicht wieder geschehen“; er rief die Übergangsregierung zu einer „Politik der Versöhnung“ auf, die „alle Religionsgruppen und alle ethnischen Gruppen“ einbeziehen solle. In einem X-Post verurteilte Wadephul den Terroranschlag aufs schärfste, wünschte den Verwundeten Genesung und kondolierte den Familien der Opfer.
Usama ar-Rifai, der von Übergangspräsident Ahmed al-Scharaa ernannte Großmufti von Syrien, erklärte, dass Anschläge auf religiöse Stätten und Terror gegen Gläubige absolut abzulehnen seien. Er sprach den Familien der Opfer sein Beileid aus.
Am 24. Juni übernahm eine wenig bekannte sunnitische Splittergruppe namens Saraya Ansar al-Sunna in einer auf Telegram veröffentlichten Erklärung die Verantwortung für den Terroranschlag. Dieser sei die Vergeltung für eine „Provokation“; gemeint ist möglicherweise ein Protest der Anwohner der Mar-Elias-Kirche im März 2025 gegen das Abspielen islamistischer Gesänge per Lautsprecher. Saraya Ansar al-Sunna bildete sich erst nach dem Sturz des Präsidenten Assad aus ehemaligen Mitgliedern von Haiʾat Tahrir asch-Scham und war im Frühjahr 2025 an Massakern unter syrischen Alawiten beteiligt. Die Dschihadismusexpertin Mina al-Lami zweifelt an der Authentizität von Saraya Ansar al-Sunna: es könne sich auch um ein Propagandawerkzeug von Assad-Anhängern zur Destabilisierung der Übergangsregierung handeln – oder um eine Gruppe, die im Auftrag der Regierung al-Scharaa verdeckte Operationen durchführe. Der Sprecher des syrischen Innenministeriums erklärte, Saraya Ansar al-Sunna sei „nicht unabhängig“, da die Gruppierung sich am IS (Daesh) orientiere.
Michael Bauer (Konrad-Adenauer-Stiftung, Beirut) verwies darauf, dass es in Syrien zuvor mehrfach Gewaltakte gegen die Minderheiten der Alewiten und Drusen gab. „Der jüngste Anschlag, so furchtbar er ist, richtet sich darum nicht allein gegen Christen, sondern gegen das gesellschaftliche Gefüge des gesamten Landes wie auch den Übergangsprozess. Beide sollen durch Attacken wie diese erschüttert werden.“

## Ermittlungen
Der Sprecher des syrischen Innenministeriums gab am 24. Juni bekannt, dass der Selbstmordattentäter kein Syrer gewesen sei, nannte aber dessen Nationalität nicht. Er berichtete außerdem, dass ein zweiter Attentäter am Montag gefasst wurde, der auf dem Weg zu einem schiitischen Heiligtum im Stadtteil Sayyida Zeinab gewesen sei. Ein dritter Anschlag, den ein Motorradfahrer gegen eine Menschenmenge in der Hauptstadt ausführen wollte, wurde demnach von den Sicherheitsbehörden vereitelt. Das Verhör des zweiten Attentäters habe den Behörden Hinweise gegeben, um Razzien von IS-Schläferzellen, Waffen- und Sprengstoffverstecken durchzuführen. Als Leiter der für den Anschlag auf die Mar-Elias-Kirche verantwortlichen Terrorzelle nannte er einen „IS-Anführer“ namens Mohammad Abdelillah al-Dschumaili, der im Flüchtlingslager bei al-Haul Extremisten für Terroranschläge rekrutiert haben soll.

## Trauerfeier
Am 24. Juni fand die Trauerfeier für neun als Märtyrer bezeichnete Todesopfer des Anschlags unter Leitung des Patriarchen Johannes X. Jasidschi in der Heilig-Kreuz-Kirche (كنيسة الصليب) im Damaszener Stadtteil al-Qassaa statt. Daran nahmen die Metropoliten Basil Mansour (Akkar), Nicholas Baalbaki (Hama), Athanasios Fahd (Latakia), Ephraim Maalouli (Aleppo), Gregor Khoury (Homs) und Antonios Saad (Hauran) sowie eine große Trauergemeinde teil. Anschließend wurden die Särge zur Mar-Elias-Kirche überführt und auf dem dortigen Friedhof beigesetzt. In seiner Ansprache hob Patriarch Johannes X. besonders hervor, dass drei junge Männer den Attentäter hinderten, weiter in die Kirche einzudringen: Sie wurden von der Explosion getötet, retteten aber vermutlich anderen Gottesdienstbesuchern das Leben. Unter dem Beifall der Anwesenden kritisierte der Patriarch die Reaktion des Präsidenten al-Scharaa: „Mit Liebe und mit allem schuldigen Respekt, Herr Präsident: Sie haben gestern telefonisch … Ihr Beileid ausgesprochen. Das ist nicht genug für uns. … Wir sind dankbar für den Anruf. Aber das Verbrechen, das stattgefunden hat, hat eine etwas größere Dimension.“ Zuvor hatte al-Scharaa gegenüber Medienvertretern den Anschlag verurteilt, ohne die Worte „Christen“ und „Kirche“ zu gebrauchen.
Die übrigen Todesopfer des Terroranschlags wurden in ihren jeweiligen Heimatorten beerdigt.